# マーチス
マーチスは日本の競走馬。第28回皐月賞優勝馬で、1968年の啓衆社賞最優秀4歳牡馬。明るい栗毛で人気が高く、生涯の31戦のうち21戦で1番人気に推された。
※馬齢は旧表記（数え年）で統一する。

## デビュー前
1965年5月11日、静内町のカントリー牧場で誕生した。カントリー牧場は中央競馬の馬主であった谷水信夫が自ら立ち上げた牧場で、マーチスはその第1期生だった。
血統、馬格に優れていたため、当歳時に調教師の伊藤修司の目に留まり、伊藤を介して馬主の大久保が購入することとなった。

## 戦績
1967年の春に、伊藤修司厩舎に入厩した。7月に函館競馬場でデビューし新馬戦・札幌のオープン戦と連勝したが、札幌でもう1勝した後はしばらく敗戦が続いた。暮れの阪神3歳ステークスは同牧場出身のタニノハローモアに人気が集まり、マーチスは2番人気だった。レースは、後方で脚をため末脚を生かすという騎手の保田隆芳の作戦が的中して優勝し、関西の3歳チャンピオンに立った。
1968年のシーズンでは、まずダートのきさらぎ賞を制して弥生賞に出走した。後に世代の3強と呼ばれるタケシバオー・アサカオーとの初対戦だったが、追い込みが届かずアサカオーの3着に敗れた。日本短波賞もアサカオーにハナ差で及ばなかったが、続くスプリングステークスではタケシバオーとアサカオーを破って勝利した。
迎えた5月19日の皐月賞は、雨中の重馬場で行われた。マーチスは馬場状態を問わないタケシバオーに次ぐ2番人気となった。レースでは最後方から押し上げていき、直線で叩き合うタケシバオーとアサカオーを一気に交わして優勝した。騎手の保田は、この勝利で栗田勝に次ぐ史上2人目の五大クラシック完全制覇、また、JRA史上初となる八大競走完全制覇を達成した。
続くNHK杯も制して東京優駿に向かった。この年の東京優駿は、東京競馬場の改修工事のため7月7日に行われ、「七夕ダービー」と称された。マーチスは1.7倍と抜けた1番人気だったが、レースは大外寄りの20番枠だったことや、道中で他馬との接触で後方に下がる大きな不利もあり、直線で伸びを欠き4着に敗れた。タケシバオーとアサカオーも互いに牽制しあったため、その隙を突かれる形で伏兵のタニノハローモアに逃げ切りを許す形となった。
この後は、古馬相手に札幌記念・ハリウッドターフクラブ賞と連勝をし、菊花賞に臨んだ。タケシバオーがアメリカ遠征で不在だったこともあり1番人気に推されたが、アサカオーの3着に終わった。
古馬となってからは札幌記念や目黒記念（秋）を制している。主要競走では、天皇賞（春）はタケシバオーの5着、天皇賞（秋）はメジロタイヨウの5着、有馬記念はスピードシンボリの10着と勝負にならなかった。この後1970年4月にオープン戦を勝利したのを最後に引退し、種牡馬入りした。
現役生活後半は久保敏文（旧姓・古賀）が主戦騎手であった。

## 引退後
引退後は鹿児島県の牧園牧場で種牡馬として供用された。目立った活躍馬を出せず、宮崎県や千葉県などで繋養された後、老衰のため1988年に死亡した。

## 年度別競走成績
- 1967年（ 8戦4勝）
  - 阪神3歳ステークス
- 1968年（12戦7勝）
  - 皐月賞、きさらぎ賞、スプリングステークス、NHK杯、札幌記念、ハリウッドターフクラブ賞
  - 3着　菊花賞
- 1969年（10戦2勝）
  - 札幌記念、目黒記念（秋）
  - 2着　宝塚記念
- 1970年（ 1戦1勝）

## エピソード
ビッグタイトルは皐月賞しかなく、加えてタケシバオーとアサカオーという同世代の強敵がいたにもかかわらず、全31戦中で4番人気以下になったことは一度もなく、1番人気に支持された回数も21回を数えた。

## 血統表
| マーチスの血統（ナスルーラ系 / Nearco 4×4=12.50%、Tetratema 5×4=9.38%） | マーチスの血統（ナスルーラ系 / Nearco 4×4=12.50%、Tetratema 5×4=9.38%） | マーチスの血統（ナスルーラ系 / Nearco 4×4=12.50%、Tetratema 5×4=9.38%） | （血統表の出典）  | （血統表の出典） |
| 父 *ネヴァービート Never Beat 1960 栃栗毛                               | 父の父Never Say Die 1951 栗毛                                           | Nasrullah                                                               | Nearco            | Nearco           |
| 父 *ネヴァービート Never Beat 1960 栃栗毛                               | 父の父Never Say Die 1951 栗毛                                           | Nasrullah                                                               | Mumtaz Begum      |                  |
| 父 *ネヴァービート Never Beat 1960 栃栗毛                               | 父の父Never Say Die 1951 栗毛                                           | Singing Grass                                                           | War Admiral       | War Admiral      |
| 父 *ネヴァービート Never Beat 1960 栃栗毛                               | 父の父Never Say Die 1951 栗毛                                           | Singing Grass                                                           | Boreale           |                  |
| 父 *ネヴァービート Never Beat 1960 栃栗毛                               | 父の母Bride Elect 1952 黒鹿毛                                           | Big Game                                                                | Bahram            | Bahram           |
| 父 *ネヴァービート Never Beat 1960 栃栗毛                               | 父の母Bride Elect 1952 黒鹿毛                                           | Big Game                                                                | Myrobella         |                  |
| 父 *ネヴァービート Never Beat 1960 栃栗毛                               | 父の母Bride Elect 1952 黒鹿毛                                           | Netherton Maid                                                          | Nearco            | Nearco           |
| 父 *ネヴァービート Never Beat 1960 栃栗毛                               | 父の母Bride Elect 1952 黒鹿毛                                           | Netherton Maid                                                          | Phase             |                  |
| 母 クツツ 1953 鹿毛                                                     | 母の父クモハタ 1936 栗毛                                                | *トウルヌソル                                                           | Gainsborough      | Gainsborough     |
| 母 クツツ 1953 鹿毛                                                     | 母の父クモハタ 1936 栗毛                                                | *トウルヌソル                                                           | Soliste           |                  |
| 母 クツツ 1953 鹿毛                                                     | 母の父クモハタ 1936 栗毛                                                | *星旗                                                                   | Gnome             | Gnome            |
| 母 クツツ 1953 鹿毛                                                     | 母の父クモハタ 1936 栗毛                                                | *星旗                                                                   | Tuscan Maiden     |                  |
| 母 クツツ 1953 鹿毛                                                     | 母の母ダイアナ 1945 鹿毛                                                | *セフト                                                                 | Tetratema         | Tetratema        |
| 母 クツツ 1953 鹿毛                                                     | 母の母ダイアナ 1945 鹿毛                                                | *セフト                                                                 | Voleuse           |                  |
| 母 クツツ 1953 鹿毛                                                     | 母の母ダイアナ 1945 鹿毛                                                | ホンヨウ                                                                | *ルフェーヴル     | *ルフェーヴル    |
| 母 クツツ 1953 鹿毛                                                     | 母の母ダイアナ 1945 鹿毛                                                | ホンヨウ                                                                | *オシマ F-No.13-a |                  |